# U.S. Highway 301
Der U.S. Highway 301 (auch U.S. Route 301 oder US 301) ist ein Highway, der auf 1.511 km Länge von Sarasota in Florida bis Glasgow in Delaware verläuft. Die wichtigsten Städte, die der Highway passiert, sind Jacksonville, Fayetteville und Richmond. Er führt insbesondere ab Höhe von Jacksonville weitestgehend parallel zur Interstate 95 an der Ostküste entlang.

## Verlauf

### Florida
Von Sarasota bis zur Grenze zu Georgia nördlich von Hilliard verläuft der Highway auf 433 km Länge.

### Georgia
Von der Grenze zu Florida südlich von Folkston bis zur Grenze zu South Carolina nordöstlich von Sylvania verläuft der Highway auf 273 km Länge.

### South Carolina
Von der Grenze zu Georgia südwestlich von Allendale bis zur Grenze zu North Carolina nordöstlich von Dillon verläuft der Highway auf 306 km Länge.

### North Carolina
Von der Grenze zu South Carolina südwestlich von Rowland bis zur Grenze zu Virginia nördlich von Garysburg verläuft der Highway auf 312 km Länge.

### Virginia
Von der Grenze zu North Carolina südlich von Emporia bis Dahlgren an zur Grenze zu Maryland verläuft der Highway auf 230 km Länge. Die Grenze zu Maryland markiert die Brücke über den Potomac River.

### Maryland
Von der Grenze zu Virginia am Potomac River bis zur Grenze zu Delaware verläuft der Highway auf 198 km Länge. Nordöstlich von Annapolis wird die Chesapeake Bay durch die Chesapeake Bay Bridge gequert.

### Delaware
Von der Grenze zu Maryland südwestlich von Middletown bis Glasgow verläuft der Highway auf 24 km Länge. Der Highway trifft in Glasgow auf den U.S. Highway 40 und endet dort.

## Wissenswertes
Der Highway ist der Namensgeber des US-amerikanischen Kriminalfilms Highway 301 aus dem Jahr 1950 (dt. Titel: Der Panther).